# Combate de Paso de los Loros de Arroyo Grande
En el marco de la Revolución de las Lanzas, se produjo una de las últimas batallas de dicha revolución, que no tuvo ninguna repercusión estratégica en el curso de la guerra, pero que, se le da cierta importancia, por la muerte de un importante general colorado, Gil Aguirre.
Encontrándose todos los jefes gubernistas operando sobra la zona centro norte del Departamento de Colonia, los revolucionarios de Timoteo Aparicio descubren que la fuerza del jefe gubernista Gil Aguirre estaba acampada con 400 hombres sobre el Paso de los Loros del Arroyo Grande, en el actual Departamento de Flores.
Hacia ese punto se dirigen las fuerzas del coronel blanco Pintos Báez y del Rubio Pichinango, procedentes de Rosario, con el fin de atacar a dicho contingente. Los nacionalistas atacan a las tropas del gobierno en su propio campamento, mientras que Gil Aguirre con un grupo de 100 hombres arremete contra uno de los escalones del ataque revolucionario. Luego de ese ataque sorpresivo, las fuerzas del capitán Luis Ferreira (Pichinango) cargan sobre Aguirre por la retaguardia, quien en plena confusión del combate choca con el caballo de uno de sus oficiales. Cae al suelo y es tomado prisionero por el mismo Pichinango. En este encuentro murieron 3 oficiales del gobierno y 38 soldados, y se tomaron 30 prisioneros. 
Por su parte el coronel Gil Aguirre, previo Consejo de Guerra, fue fusilado sobre el mismo campo donde se produjo el encuentro.
- Datos: Q5778690